# Okiptyelus yayeyamanus
Okiptyelus yayeyamanus är en insektsart som beskrevs av Matsumura 1940. Okiptyelus yayeyamanus ingår i släktet Okiptyelus och familjen spottstritar. Inga underarter finns listade i Catalogue of Life.